# Opisthopsis lienosus
Opisthopsis lienosus é uma espécie de formiga do gênero Opisthopsis, pertencente à subfamília Formicinae.